# Gerhard Koch (Rennfahrer)

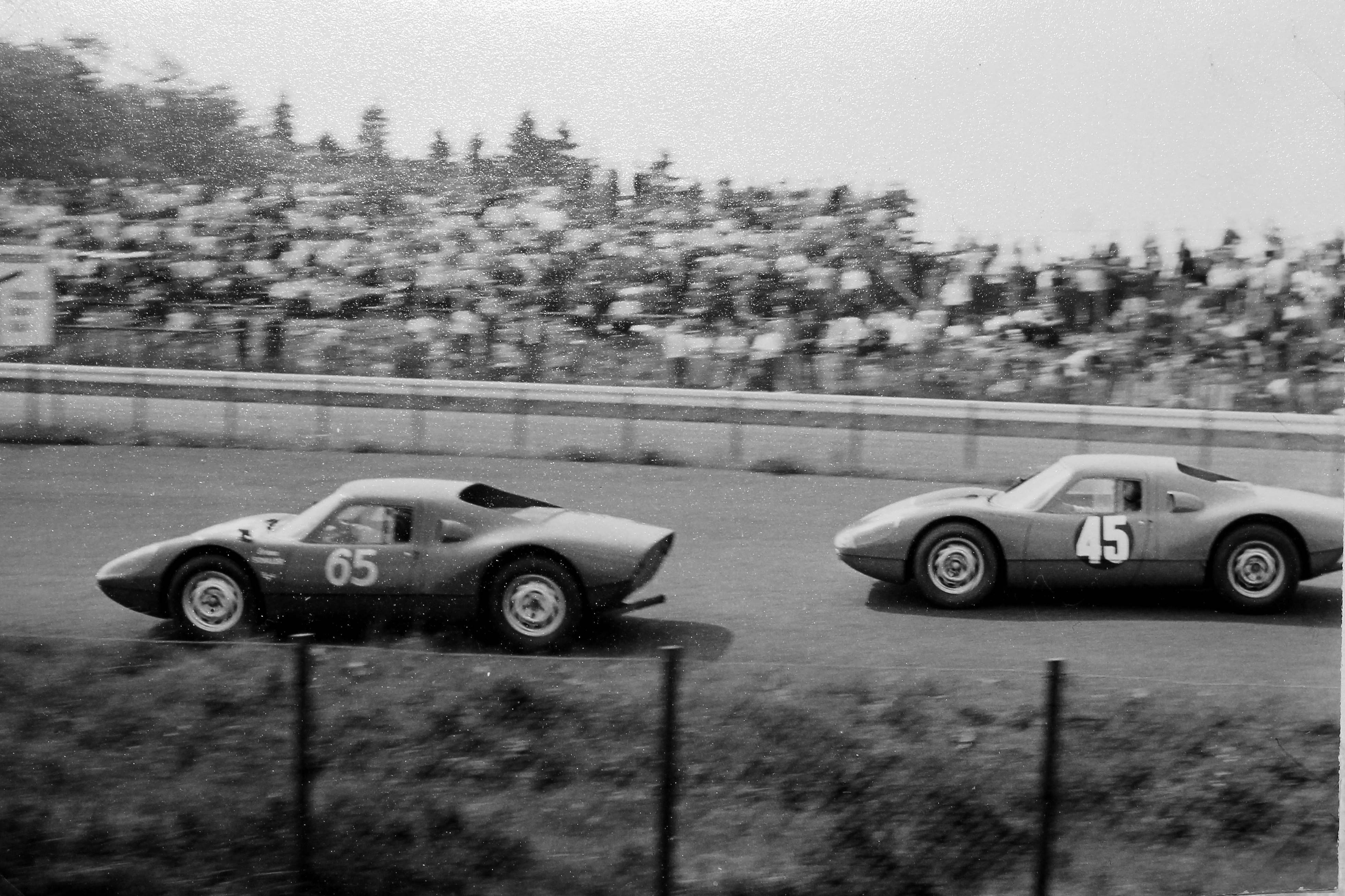
Porsche 904 von Siffert/Schiller und Pon/Koch beim 1000-km-Rennen auf dem Nürburgring 1964

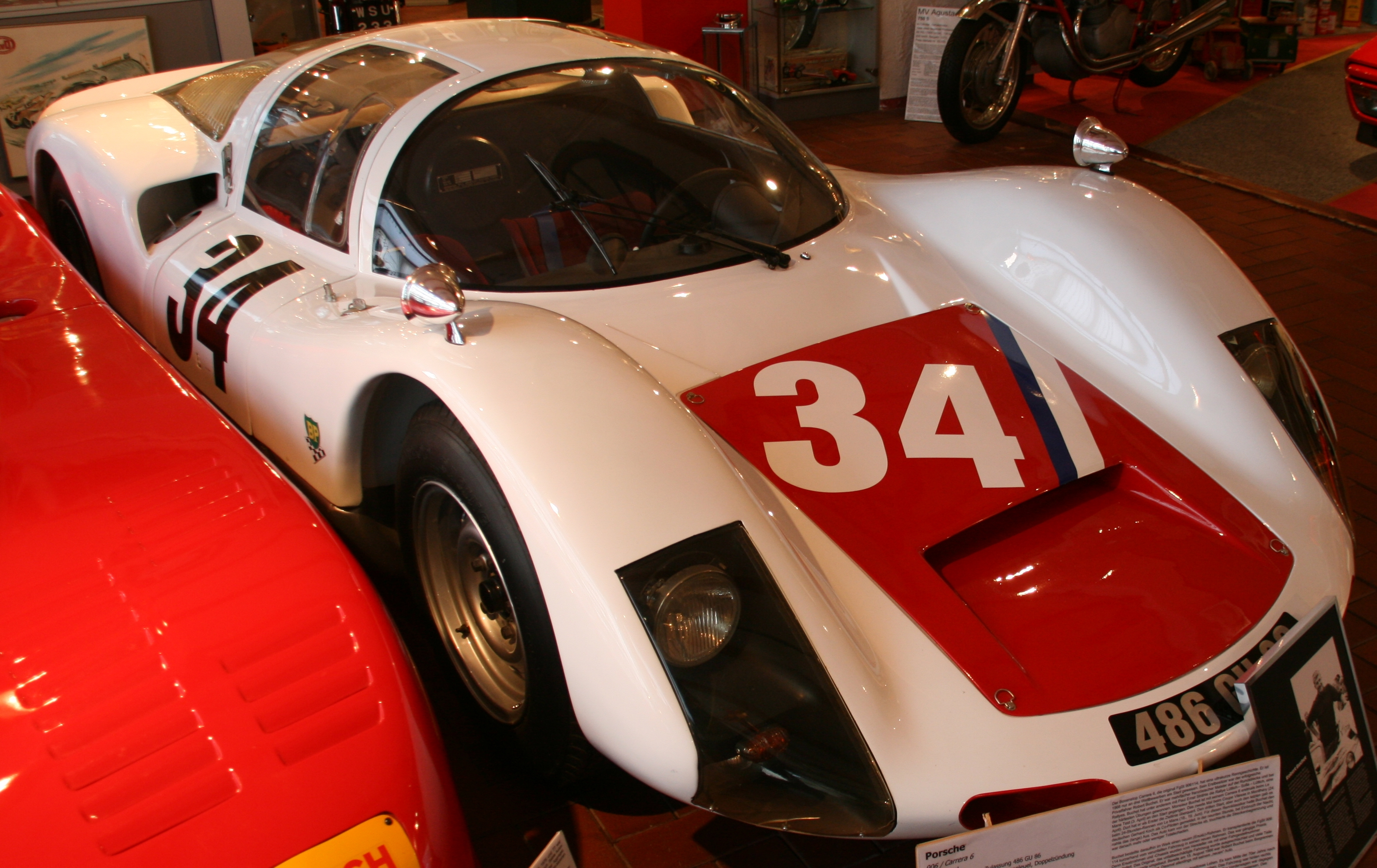
Der Porsche 906/6 Carrera 6, mit dem Gerhard Koch 1966 beim 24-Stunden-Rennen von Le Mans am Start war

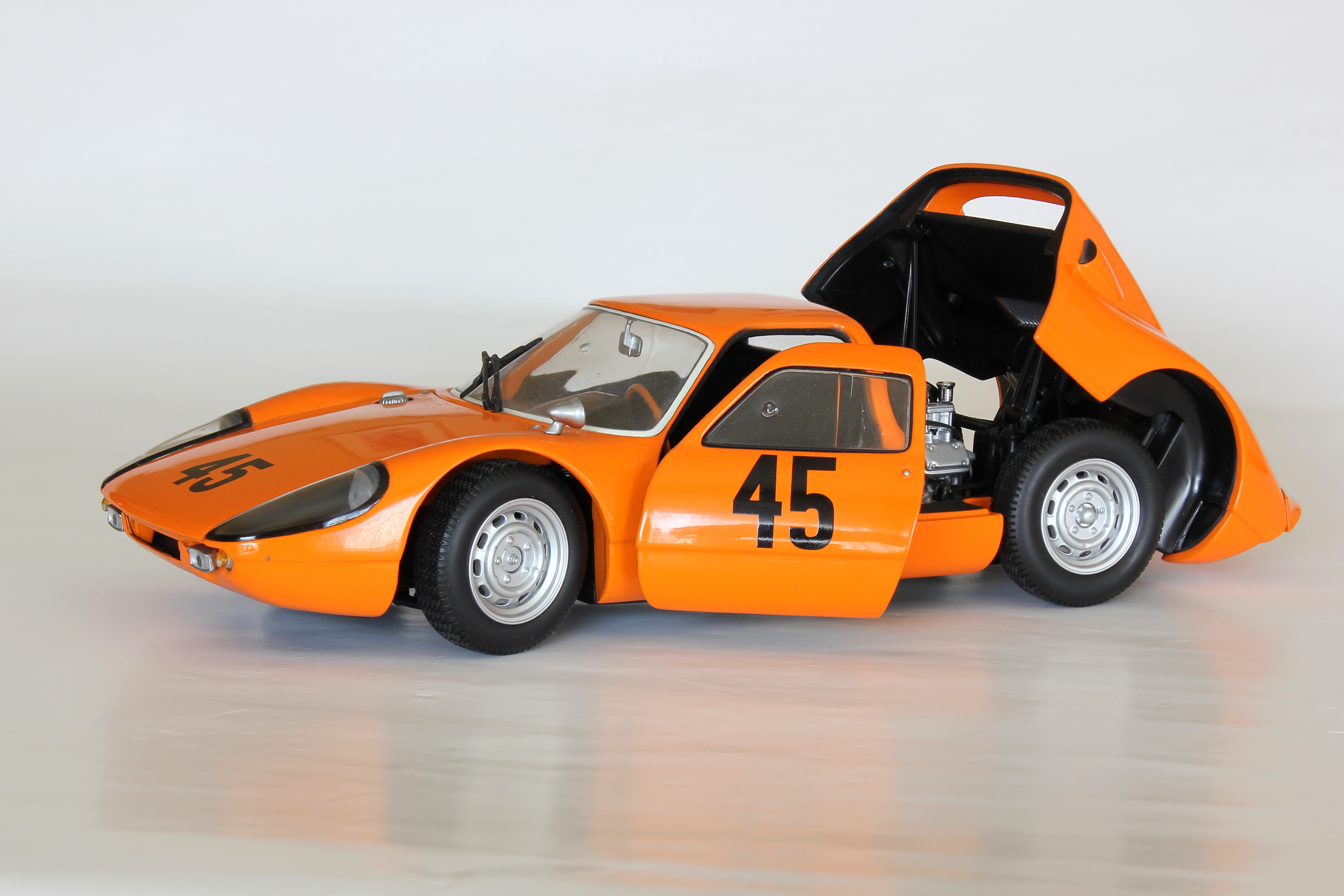
Porsche 904 von Ben Pon und Gerhard Koch als Modellauto im Maßstab 1 : 18

Gerhard „Gerd“ Koch (* 15. Juli 1935 in Neuss; † 21. August 2010 in Remscheid) war ein deutscher Autorennfahrer.

## Karriere im Motorsport
Gerhard Koch war in den 1960er-Jahren als Werksfahrer von Porsche bekannt. Zwischen 1959 und 1970 konnte er 20 Gesamt- und 15 Klassensiege feiern. Zum ersten Mal siegte er 1958 bei einem nationalen Sportwagenrennen in den Niederlanden. Sein letzter Sieg war der Triumph beim Großen Preis der Avus 1967 auf einem Porsche 906.
Dazwischen lagen der Gesamtsieg beim zur Sportwagen-Weltmeisterschaft 1966 zählenden Großen Preis von Mugello, gemeinsam mit Jochen Neerpasch am Steuer eines Porsche 906, der zweite Rang beim 1000-km-Rennen auf dem Nürburgring 1967, der dritte zusammen mit Ben Pon 1964 auf Porsche 904 und der fünfte Endrang einschließlich Klassensieg beim 24-Stunden-Rennen von Le Mans 1965.
In Neuß betrieb Koch eine Spedition. Nachdem er an Krebs erkrankt war, verkaufte er das Unternehmen. Er war verheiratet und hatte eine Tochter und einen Sohn.

## Statistik

### Le-Mans-Ergebnisse
| Jahr | Team                       | Fahrzeug                | Teamkollege             | Platzierung            | Ausfallgrund |
| ---- | -------------------------- | ----------------------- | ----------------------- | ---------------------- | ------------ |
| 1963 | Porsche System Engineering | Porsche 356B 2000GS GT  | Carel Godin de Beaufort | Ausfall                | Motorschaden |
| 1964 | Porsche System Engineering | Porsche 904/4 GTS       | Heinz Schiller          | Rang 10                |              |
| 1965 | Porsche System Engineering | Porsche 904/4 GTS       | Anton Fischhaber        | Rang 5 und Klassensieg |              |
| 1966 | Auguste Veuillet           | Porsche 906/6 Carrera 6 | Robert Buchet           | Ausfall                | Unfall       |
| 1967 | Christian Poirot           | Porsche 906 Carrera 6   | Christian Poirot        | Rang 8                 |              |

### Sebring-Ergebnisse
| Jahr | Team                              | Fahrzeug       | Teamkollege     | Teamkollege      | Platzierung | Ausfallgrund |
| ---- | --------------------------------- | -------------- | --------------- | ---------------- | ----------- | ------------ |
| 1970 | International Martini Racing Team | Porsche 908/02 | Richard Attwood | Gérard Larrousse | Rang 7      |              |

### Einzelergebnisse in der Sportwagen-Weltmeisterschaft
| Saison | Team                                  | Rennwagen                    | 1   | 2   | 3   | 4   | 5   | 6   | 7   | 8   | 9   | 10  | 11  | 12  | 13  | 14  | 15  | 16  | 17  | 18  | 19  | 20  | 21  | 22  |
| ------ | ------------------------------------- | ---------------------------- | --- | --- | --- | --- | --- | --- | --- | --- | --- | --- | --- | --- | --- | --- | --- | --- | --- | --- | --- | --- | --- | --- |
| 1959   | Gerhard Koch                          | Porsche 356                  | SEB | TAR | NÜR | LEM | RTT |     |     |     |     |     |     |     |     |     |     |     |     |     |     |     |     |     |
| 1959   | Gerhard Koch                          | Porsche 356                  | 20  |     |     |     |     |     |     |     |     |     |     |     |     |     |     |     |     |     |     |     |     |     |
| 1960   | Scuderia Colonia                      | Porsche 356                  | BUA | SEB | TAR | NÜR | LEM |     |     |     |     |     |     |     |     |     |     |     |     |     |     |     |     |     |
| 1960   | Scuderia Colonia                      | Porsche 356                  | 13  |     |     |     |     |     |     |     |     |     |     |     |     |     |     |     |     |     |     |     |     |     |
| 1961   | Gerhard Koch                          | Porsche 356                  | SEB | TAR | NÜR | LEM | PES |     |     |     |     |     |     |     |     |     |     |     |     |     |     |     |     |     |
| 1961   | Gerhard Koch                          | Porsche 356                  | 9   |     |     |     |     |     |     |     |     |     |     |     |     |     |     |     |     |     |     |     |     |     |
| 1962   | Paul-Ernst Strähle Walter Schneider   | Porsche 356 BMW 700          | DAY | SEB | SEB | MAI | TAR | BER | NÜR | LEM | TAV | CCA | RTT | NÜR | BRI | BRI | PAR |     |     |     |     |     |     |     |
| 1962   | Paul-Ernst Strähle Walter Schneider   | Porsche 356 BMW 700          |     |     |     |     |     |     | 9   |     |     |     |     | DNF |     |     | 7   |     |     |     |     |     |     |     |
| 1963   | Paul-Ernst Strähle Porsche Abarth     | Porsche 356 Fiat-Abarth 1000 | DAY | SEB | SEB | TAR | SPA | MAI | NÜR | CON | ROS | LEM | MON | WIS | TAV | FRE | CCE | RTT | OVI | NÜR | MON | MON | TDF | BRI |
| 1963   | Paul-Ernst Strähle Porsche Abarth     | Porsche 356 Fiat-Abarth 1000 |     |     |     | 12  | 7   |     | 10  |     |     | DNF |     |     |     |     |     |     |     | DNF |     |     |     |     |
| 1964   | Porsche Racing Team Holland           | Porsche 904                  | DAY | SEB | TAR | MON | SPA | CON | NÜR | ROS | LEM | REI | FRE | CCE | RTT | SIM | NÜR | MON | TDF | BRI | BRI | PAR |     |     |
| 1964   | Porsche Racing Team Holland           | Porsche 904                  |     |     |     |     | 7   |     | 3   |     | 10  | 6   |     |     |     |     |     |     |     |     |     | 8   |     |     |
| 1965   | Porsche                               | Porsche 904                  | DAY | SEB | BOL | MON | MON | RTT | TAR | SPA | NÜR | MUG | ROS | LEM | REI | BOZ | FRE | CCE | OVI | NÜR | BRI | BRI |     |     |
| 1965   | Porsche                               | Porsche 904                  |     |     |     |     |     |     |     |     | 25  |     |     | 5   |     |     |     |     |     |     |     |     |     |     |
| 1966   | Gerhard Koch Porsche                  | Porsche 906                  | DAY | SEB | MON | TAR | SPA | NÜR | LEM | MUG | CCE | HOK | SIM | NÜR | ZEL |     |     |     |     |     |     |     |     |     |
| 1966   | Gerhard Koch Porsche                  | Porsche 906                  |     |     | DNF |     | DNF | 10  | DNF | 1   |     | 5   |     |     |     |     |     |     |     |     |     |     |     |     |
| 1967   | Porsche Christian Poirot Gerhard Koch | Porsche 906 Porsche 910      | DAY | SEB | MON | SPA | TAR | NÜR | LEM | HOK | MUG | BRH | CCE | ZEL | OVI | NÜR |     |     |     |     |     |     |     |     |
| 1967   | Porsche Christian Poirot Gerhard Koch | Porsche 906 Porsche 910      |     |     | DNF | 7   |     | 2   | 8   |     | DNF |     |     | DNF |     |     |     |     |     |     |     |     |     |     |
| 1968   | Gerhard Koch                          | Porsche 910                  | DAY | SEB | BRH | MON | TAR | NÜR | SPA | WAT | ZEL | LEM |     |     |     |     |     |     |     |     |     |     |     |     |
| 1968   | Gerhard Koch                          | Porsche 910                  |     |     |     | 4   |     | 20  | 5   |     | 7   |     |     |     |     |     |     |     |     |     |     |     |     |     |
| 1969   | German B.G. Racing Team               | Porsche 907                  | DAY | SEB | BRH | MON | TAR | SPA | NÜR | LEM | WAT | ZEL |     |     |     |     |     |     |     |     |     |     |     |     |
| 1969   | German B.G. Racing Team               | Porsche 907                  |     |     | 10  | 3   | 6   | DNF | 10  |     |     | DNF |     |     |     |     |     |     |     |     |     |     |     |     |
| 1970   | Martini Racing                        | Porsche 908                  | DAY | SEB | BRH | MON | TAR | SPA | NÜR | LEM | WAT | ZEL |     |     |     |     |     |     |     |     |     |     |     |     |
| 1970   | Martini Racing                        | Porsche 908                  |     | 7   | 6   | DNF |     |     | 7   |     |     |     |     |     |     |     |     |     |     |     |     |     |     |     |